# Univerza v Ljubljani
Univerza v Ljubljani (latinsko Universitas Labacensis) je najstarejša in s 40.000 študenti (v študijskem letu 2016/17) največja univerza v Sloveniji. Sedež - Rektorat univerze se nahaja v ožjem središču Ljubljane, v stavbi Kranjskega deželnega dvorca na Kongresnem trgu, fakultete pa se nahajajo v različnih delih Ljubljane in ena od njih, Fakulteta za pomorstvo in promet, v Portorožu.
Trenutni (45.) rektor Univerze je Gregor Majdič. Študenti so organizirani v krovno Študentsko organizacijo Univerze v Ljubljani.
Na različnih mednarodnih lestvicah, ki rangirajo univerze po akademskih in znanstvenih dosežkih, se ljubljanska univerza običajno uvršča med 600 najboljših univerz na svetu, kot najvišje uvrščena univerza v Sloveniji. Po lestvici Academic Ranking of World Universities (ARWU, t. i. »šanghajska lestvica«) se tako do leta 2018 uvrščala med 500 najboljših, naslednje leto pa je zdrsnila stoterico nižje. Po lestvici QS World University Rankings je v rangu 591–600 najboljših za leto 2019, pri čemer je najbolje ocenjeni študijski program fizike in astronomije med 250 najboljših, po lestvici THE World University Rankings (Times Higher Education, 2019) pa v rangu 601–800.

## Zgodovina
Leta 1595 je Adam Bohorič postal rektor ljubljanske protestantske stanovske šole (1563-1598), ki je v zadnjem obdobju delovanja pridobila nekatere atribute višje šole.
V letih od 1597 do 1773 je v Ljubljani deloval jezuitski kolegij, ki je od leta 1619 začel uvajati tudi nekatere višješolske programe. Visokošolsko izobraževanje se je v Ljubljani uradno začelo leta 1704, ko so v okviru filozofskega študija na jezuitskem kolegiju ustanovili stolici za logiko in cerkveno pravo, 1705 so ustanovili še stolico za fiziko in matematiko, leta 1766 pa stolico za mehaniko. Pokrivali so tudi  študij teologije v povezavi s filozofskim študijem. Ker visokošolska ustanova v Ljubljani ni premogla vseh študijev,  jo danes nekateri imenujejo tudi semiuniverza. V 18. stoletju je bil dodatno uveden še  medicinsko-kirurški študij.  
Popolna univerza v Ljubljani, z možnostjo študija medicine in kirurgije, inženirstva, arhitekture, prava in teologije, sprva pod imenom Écoles centrales, je bila ustanovljena leta 1810 v času Napoleonovih Ilirskih provinc, a je bila kmalu za tem, ko si je Avstrija povrnila oblast nad Slovenijo, ukinjena. Višje/visokošolsko izobraževanje v Ljubljani pa je avstrijska oblast vrnila v obliko, ki je obstajala pred francosko zasedbo. Rektor ljubljanske univerze za časa francoskih Centralnih šol je bil Jožef Balant (Walland, Valant) (1763-1834), kasnejši goriški škof in nadškof ter metropolit ilirski, ki je bil rojen v Novi vasi pri Radovljici. Zaslužen je bil za razvoj osnovnega, višjega in visokega šolstva na Slovenskem in spada med naše pomembne narodnobuditeljske šolnike in duhovnike.
Prve zahteve po slovenski univerzi so se pojavile že v pomladi narodov 1848-1849 (tedaj so bila za kratek čas v Ljubljani in Gradcu organizirana predavanja iz prava v slovenskem jeziku), ki jih je nato po zamrtju v dobi Bachovega neoabsolutizma oživilo taborsko gibanje konec 60 let 19. stoletja.
Začasno narodno predstavništvo v Beogradu je 16. julija 1919 na 55. seji v drugem branju dokončno sprejelo zakon o Univerzi v Ljubljani, uradno »Zakon o Univerzi Kraljestva Srbov, Hrvatov in Slovencev v Ljubljani«, s popolnimi Pravno, Filozofsko, Tehniško, Teološko in nepopolno, dvoletno Medicinsko fakulteto. Za je glasovalo 153 od 153 prisotnih poslancev. Regent Aleksander je zakon podpisal 23. 7. 1919 in ta datum štejemo tudi za uradni ustanovitveni datum, čeprav je bil v uradnem listu Kraljevine SHS, Službene Novine št. 83, objavljen šele  23. 8. 1919, v Uradnem listu Deželne vlade za Slovenijo št. 140 pa 1. 9. 1919. Veliko zaslug za ustanovitev univerze imata Karel Verstovšek in Mihajlo Rostohar. S kraljevo odločbo je bilo 31. avgusta imenovanih prvih  profesorjev. Dvanajstega novembra so bili izvoljeni rektor in dekani, 3. decembra pa je bilo prvo predavanje. V prvem letu (1919-1920) se je na univerzo vpisalo 942 študentov, od tega 28 žensk in 914 moških. V študijskem letu 2007-2008 pa je bilo vpisanih že 47.465 študentov.

### Zgodovina poimenovanja
- Univerza Kraljevine Srbov, Hrvatov in Slovencev v Ljubljani/Universitas Labacensis (1919–1929)
- Univerza kralja Aleksandra I. v Ljubljani/Universitas Alexandrina (1929–1941)
- R. universita di Lubiana/Kraljeva univerza v Ljubljani (1941–1943)
- Universität Laibach/Univerza v Ljubljani (1943–1945)
- Univerza v Ljubljani (1945–1979)
- Univerza Edvarda Kardelja v Ljubljani (1979–1990)
- Univerza v Ljubljani (od 1990)

## Organiziranost
Univerza v Ljubljani je javna ustanova, katere formalnopravna ustanoviteljica je Republika Slovenija, a ima poseben status med javnimi ustanovami, saj slovenska Ustava in Zakon o visokem šolstvu določata, da so javne univerze pri izvajanju svojega poslanstva avtonomne v organizacijskem in akademskem smislu. Pri tem pa ta pojem v zakonodaji ni natančno opredeljen, tako da je v praksi avtonomija omejena na več načinov, na primer z umestitvijo akademskega osebja v sistem javnih uslužbencev.
Vodja in predstavnik univerze je rektor, ostali organi pa so še senat, ki je najvišji strokovni organ, upravni odbor, ki je odgovoren zlasti za materialne zadeve, in študentski svet, ki zastopa interese študentov. Članice – fakultete in akademije – vodijo dekani, poleg tega pa imajo lastne senate, upravne odbore, študentske svete, akademske zbore in druge organe.
Največji delež proračuna (za leto 2022) predstavljajo neposredna proračunska sredstva za izvajanje študijskih programov, fakultete pa lahko pridobivajo sredstva tudi z naslova šolnin za izredni študij, kandidiranjem na nacionalnih in mednarodnih razpisih za raziskovalno dejavnost ter iz drugih virov.

### Članice univerze
Univerzo sestavlja 26 članic, od tega 23 fakultet in tri umetniške akademije, ki izvajajo študijske programe v skladu z nacionalnim programom visokega šolstva.

#### Trenutne članice
- Akademija za glasbo
- Akademija za gledališče, radio, film in televizijo
- Akademija za likovno umetnost in oblikovanje
- Biotehniška fakulteta
- Ekonomska fakulteta
- Fakulteta za arhitekturo
- Fakulteta za družbene vede
- Fakulteta za elektrotehniko
- Fakulteta za farmacijo
- Fakulteta za gradbeništvo in geodezijo
- Fakulteta za kemijo in kemijsko tehnologijo
- Fakulteta za matematiko in fiziko
- Fakulteta za pomorstvo in promet
- Fakulteta za računalništvo in informatiko
- Fakulteta za socialno delo
- Fakulteta za strojništvo
- Fakulteta za šport
- Fakulteta za upravo
- Filozofska fakulteta
- Medicinska fakulteta
- Naravoslovno-tehniška fakulteta
- Pedagoška fakulteta
- Pravna fakulteta
- Teološka fakulteta
- Veterinarska fakulteta
- Zdravstvena fakulteta

#### Bivše članice
- Agronomska fakulteta (1947–1949)
- Agronomska in gozdarska fakulteta (1949–1956)
- Fakulteta za agronomijo, gozdarstvo in veterinarstvo (1956–1961)
- Fakulteta za elektrotehniko in računalništvo (1989–1996)
- Fakulteta za naravoslovje in tehnologijo (1960–1994)
- Fakulteta za rudarstvo, metalurgijo in kemijsko tehnologijo (do 1960)
- Fakulteta za splošno medicino (1950–1954)
- Fakulteto za sociologijo, politične vede in novinarstvo (1970–1991)
- Naravoslovna fakulteta (1957–1960)
- Pedagoška akademija (1975–1991)
- Pravno-ekonomska fakulteta (1954–1957)
- Prirodoslovno-matematična fakulteta (1949–1957)
- Prirodoslovno-matematično-filozofska fakulteta (1954–1958)
- Stomatološka fakulteta (1950–1954)
- Tehniška fakulteta (1919–1950 in 1954–1957)
- Višja/visoka šola za socialno delo
- Višja/Visoka šola za telesno kulturo (1975–?)
- Višja šola za zdravstvene delavce (1975–1993)
- Visoka šola za zdravstvo (1993–2009)
- Višja/visoka tehniško-varnostna šola
- Višja/visoka upravna šola

### Druge povezane ustanove
- Botanični vrt Univerze v Ljubljani
- Centralna tehniška knjižnica Univerze v Ljubljani
- Nacionalni inštitut za biologijo
- Narodna in univerzitetna knjižnica
- Računalniški center Univerze v Ljubljani
- Raziskovalno-razvojni center Univerze Ljubljani
- Repozitorij
- Zgodovinski arhiv in muzej Univerze v Ljubljani
- Inovacijsko-razvojni inštitut Univerze v Ljubljani
- Multidisciplinarni raziskovalno-razvojni center za socialne inovacije za aktivno in zdravo staranje

## Teden Univerze
Teden Univerze je vsakoletni dogodek, ki se odvija v tednu okoli obletnice ustanovitve 3. decembra. Dogodek je namenjen podelitvi univerzitetnih priznanj za izjemne raziskovalne dosežke, podelitvi častnih nazivov, plaket in nagrad.

### Univerzitetne nagrade in priznanja[17]
- Najodličnejši raziskovalni dosežek
- Častna doktorica/častni doktor
- Častna senatorka/častni senator
- Zlata plaketa Univerze v Ljubljani
- Svečana listina za mlade visokošolske učiteljice/učitelje ter visokošolske sodelavke/sodelavce
- Zaslužna profesorica/zaslužni profesor
- Svečana listina za študentke/študente za najboljše študijske dosežke
- Priznanje za posebne dosežke študentk/študentov
- Prešernova nagrada za študentke/študente
- Priznanje strokovnim sodelavkam/sodelavcem